# Ognolles
Ognolles település Franciaországban, Oise megyében. Lakosainak száma 287 fő (2022. január 1.). Ognolles Beaulieu-les-Fontaines, Solente, Cressy-Omencourt és Ercheu községekkel határos.

## Népesség
A település népességének változása:
| Lakosok száma | 316  | 298  | 295  | 287  | 285  | 285  | 286  | 286  | 287  |
|               | 2013 | 2015 | 2016 | 2017 | 2018 | 2019 | 2020 | 2021 | 2022 |